# José Jaspe
José Jaspe, nome completo José Jaspe Rivas (La Coruña, 10 agosto 1906 – Becerril de la Sierra, 5 giugno 1974), è stato un attore spagnolo.

## Biografia
Inizia a recitare sin da bambino sui palcoscenici teatrali e debutta al cinema spagnolo nel 1941, dopo la fine della guerra civile e fino al 1952 interpreta una quarantina di film. Diventa un attore popolare e ricercato, soprattutto nei film di genere, tra cui in molti spaghetti western – dal 1953 al 1963 ha lavorato quasi esclusivamente nel cinema italiano – in cui ha interpretato ruoli comici e seri – tra i quali è da segnalare Ferdinando Ajello in La sfida di Francesco Rosi – il cattivo di turno oppure l'eroe che supporta i protagonisti. Nella sua carriera è apparso in oltre 120 pellicole e si contano anche alcune apparizioni nella televisione tedesca in due serie di telefilm (Im Auftrag vom Madame e Sergeant Berry) mandati in onda postumi nel 1975. Era sposato con l'attrice Mercedes Vecino, dalla quale ha avuto una figlia che ha lo stesso nome della madre, Mercedes. È deceduto a Becerril de la Sierra nel 1974 all'età di 67 anni e lì una piazza è stata intitolata a suo nome. È sepolto nei pressi del municipio di Madrid.

## Filmografia
- El sobre lacrado, regia di Francisco Gargallo (1941)
- Los ladrones somos gente honrada, regia di Ignacio F. Iquino (1942)
- El pobre rico, regia di Ignacio F. Iquino (1942)
- La culpa del otro, regia di Ignacio F. Iquino (1942)
- Pánico en el transatlántico, regia di Ignacio F. Iquino - cortometraggio (1942)
- Boda accidentada, regia di Ignacio F. Iquino (1943)
- Un enredo de familia, regia di Ignacio F. Iquino (1943)
- El abanderado, regia di Eusebio Fernández Ardavín (1943)
- Mi fantástica esposa, regia di Eduardo García Maroto (1944)
- Paraíso sin Eva, regia di Sabino Antonio Micón (1944)
- El sobrino de don Buffalo Bill, regia di Ramón Barreiro (1944)
- El rey de las finanzas, regia di Ramón Torrado (1944)
- El fantasma y Dª Juanita, regia di Rafael Gil (1945)
- Tierra sedienta, regia di Rafael Gil (1945)
- Su última noche, regia di Carlos Arévalo (1945)
- Un ladrón de guante blanco, regia di Ricardo Gascón (1946)
- La pródiga, regia di Rafael Gil (1946)
- El pirata Bocanegra, regia di Ramón Barreiro (1946)
- El otro Fu-Man-Chú, regia di Ramón Barreiro (1946)
- María Fernanda, la Jerezana, regia di Enrique Herreros (1947)
- Las inquietudes de Shanti Andía, regia di Arturo Ruiz-Castillo (1947)
- Héroes del 95, regia di Raúl Alfonso (1947)
- Regina Santa (Reina santa), regia di Henrique Campos, Aníbal Contreiras e Rafael Gil (1947)
- Dulcinea, regia di Luis Arroyo (1947)
- La nao Capitana, regia di Florián Rey (1947)
- La dama del armiño, regia di Eusebio Fernández Ardavín (1947)
- La princesa de los ursinos, regia di Luis Lucia (1947)
- Quattro mogli (Cuatro mujeres), regia di Antonio del Amo (1947)
- Luis Candelas, el ladrón de Madrid, regia di Fernando Alonso Casares (1947)
- La próxima vez que vivamos, regia di Enrique Gómez (1948)
- Las aguas bajan negras, regia di José Luis Sáenz de Heredia (1948)
- Póker de ases, regia di Ramón Barreiro (1948)
- Brindis a Manolete, regia di Florián Rey (1948)
- Pototo, Boliche y Compañía, regia di Ramón Barreiro (1948)
- La manigua sin dios, regia di Arturo Ruiz-Castillo (1949)
- La regina della Sierra Morena (La duquesa de Benamejí), regia di Luis Lucia (1949)
- Paz, regia di José Díaz Morales (1949)
- Noventa minutos, regia di Antonio del Amo (1949)
- El sótano, regia di Jaime de Mayora (1949)
- La pantera di Castiglia (Agustina de Aragón), regia di Juan de Orduña (1950)
- Il grande avventuriero (Black Jack), regia di     Julien Duvivier e José Antonio Nieves Conde (1950)
- La leonessa di Castiglia (La leona de Castilla), regia di Juan de Orduña (1951)
- Il segreto di Cristoforo Colombo (Alba de América), regia di Juan de Orduña (1951)
- La llamada de África, regia di César Fernández Ardavín (1952)
- Carmen proibita, regia di Giuseppe Maria Scotese (1953)
- Condannatelo!, regia di Luigi Capuano (1953)
- Frine, cortigiana d'Oriente, regia di Mario Bonnard (1953)
- Mamma, perdonami!, regia di Giuseppe Vari (1953)
- Musoduro, regia di Giuseppe Bennati (1953)
- Divisione Folgore, regia di Duilio Coletti (1954)
- La grande speranza, regia di Duilio Coletti (1954)
- Ultima illusione, regia di Vittorio Duse (1954)
- I quattro del getto tonante, regia di Fernando Cerchio (1955)
- Operazione notte, regia di Giuseppe Bennati (1955)
- Saranno uomini, regia di Silvio Siano (1956)
- El Alamein, regia di Guido Malatesta (1957)
- Classe di ferro, regia di Turi Vasile (1957)
- Gambe d'oro, regia di Turi Vasile (1958)
- Gli italiani sono matti, regia di Duilio Coletti e Luis María Delgado (1958)
- La sfida, regia di Francesco Rosi (1958)
- Il cavaliere senza terra, regia di Giacomo Gentilomo (1959)
- I cavalieri del diavolo, regia di Siro Marcellini (1959)
- La congiura dei Borgia, regia di Antonio Racioppi (1959)
- Nel blu dipinto di blu, regia di Piero Tellini (1959)
- Noi siamo due evasi, regia di Giorgio Simonelli (1959)
- La notte del grande assalto, regia di Giuseppe Maria Scotese (1959)
- Poveri milionari, regia di Dino Risi (1959)
- Apocalisse sul fiume giallo, regia di Renzo Merusi (1960)
- Mobby Jackson, regia di Renato Dall'Ara (1960)
- I Teddy boys della canzone, regia di Domenico Paolella (1960)
- La Venere dei pirati, regia di Mario Costa (1960)
- Schiave bianche (Le bal des espions), regia di Michel Clément e Umberto Scarpelli (1960)
- Capitani di ventura, regia di Angelo Dorigo (1961)
- Il conquistatore di Corinto, regia di Mario Costa (1961)
- Gordon, il pirata nero, regia di Mario Costa (1961)
- Scano Boa, regia di Renato Dall'Ara (1961)
- Spade senza bandiera, regia di Carlo Veo (1961)
- L'arciere delle mille e una notte, regia di Antonio Margheriti (1962)
- Il segno del Coyote, regia di Mario Caiano (1963)
- Le verdi bandiere di Allah, regia di Guido Zurli (1963)
- Il tulipano nero (La tulipe noire), regia di Christian-Jaque (1964)
- Scappamento aperto (Échappement libre), regia di Jean Becker (1964)
- Cyrano e D'Artagnan (Cyrano et d'Artagnan), regia di Abel Gance (1964)
- Anthar l'invincibile, regia di Antonio Margheriti (1964)
- I due violenti, regia di Primo Zeglio (1964)
- Saul e David, regia di Marcello Baldi (1965)
- I grandi condottieri, epis. Gedeone, regia di Marcello Baldi (1965)
- I 4 inesorabili, regia di Primo Zeglio (1965)
- Solo contro tutti, regia di Antonio del Amo (1965)
- Corpo a corpo (L'arme à gauche), regia di Claude Sautet (1965)
- Un colpo da mille miliardi, regia di Paolo Heusch (1966)
- El Rojo, regia di Leopoldo Savona (1966)
- Layton... bambole e karatè (Carré de dames pour un as) (1966)
- El Cjorro (Savage Pampas), regia di Hugo Fregonese (1966)
- Le avventure e gli amori di Miguel Cervantes (Cervantes), regia di Vincent Sherman (1967)
- Le false vergini (La casa de las mil muñecas), regia di Jeremy Summers (1967)
- Killer adios, regia di Primo Zeglio (1968)
- Una pistola per cento bare, regia di Umberto Lenzi (1968)
- Ringo, il cavaliere solitario (Dos hombres van a morir) regia di Rafael Romero Marchent (1968)
- Uno straniero a Paso Bravo, regia di Salvatore Rosso (1968)
- Uno dopo l'altro, regia di Nick Nostro (1968)
- I vigliacchi non pregano, regia di Mario Siciliano (1968)
- Krakatoa, est di Giava (Krakatoa: east of Java), regia di Bernard L. Kowalski (1969)
- ...e venne l'ora della vendetta (Comanche blanco), regia di José Briz Méndez (1968)
- Playgirl 70, regia di Federico Chentrens (1969)
- Tempo di Charleston (Tiempos de Chicago), regia di Julio Diamante (1969)
- Zorro il dominatore (La última aventura del Zorro), regia di José Luis Merino (1969)
- Ancora dollari per i MacGregor, regia di José Luis Merino (1970)
- Una nuvola di polvere... un grido di morte... arriva Sartana, regia di Giuliano Carnimeo (1970)
- La salamandra del deserto, regia di Riccardo Freda (1970)
- Pierna creciente, falda menguante, regia di Javier Aguirre (1970)
- Sole rosso (Soleil rouge), regia di Terence Young (1971)
- La via del Rhum (Boulevard du Rhum), regia di Robert Enrico (1971)
- Viva la muerte... tua!, regia di Duccio Tessari (1971)
- Horror Express (Pánico en el Transiberiano), regia di Eugenio Martín (1972)
- L'isola del tesoro, regia di Andrea Bianchi (1972)
- I senza Dio, regia di Roberto Bianchi Montero (1972)
- Marianela, regia di Angelino Fons (1972)
- Lo chiamavano Mezzogiorno (Un hombre llamado Noon), regia di Peter Collinson (1973)
- Tutti per uno botte per tutti, regia di Bruno Corbucci (1973)
- L'isola misteriosa e il capitano Nemo (La isla misteriosa), regia di Juan Antonio Bardem e Henri Colpi (1973)
- Pasqualino Cammarata... capitano di fregata, regia di Mario Amendola (1974)
- La loba y la Paloma, regia di Gonzalo Suárez (1974)
- La noche de la furia, regia di Carlos Aured (1974)

## Doppiatori italiani
- Luigi Pavese in Gambe d'oro, I due violenti, I 4 inesorabili, El Rojo, La Venere dei pirati, Nel blu dipinto di blu
- Glauco Onorato in Il tulipano nero, Una nuvola di polvere... un grido di morte... arriva Sartana
- Mario Besesti in Frine, cortigiana d'Oriente
- Cesare Polacco in I senza Dio
- Vittorio Sanipoli in Ringo, il cavaliere solitario
- Ennio Balbo in Uno dopo l'altro
- Ivano Staccioli in Zorro il dominatore
- Roberto Bertea in I vigliacchi non pregano